# Фитьо, Анастасия Петровна
Фитьо Анастасия Петровна (род. 8 февраля 1945, Полянка, Львовская область) — советская доярка совхоза «Степной» Киевского военного округа, Криворожский район Днепропетровской области Украинской ССР. Полный кавалер Ордена Трудовой Славы.

## Биография
Родилась 8 февраля 1945 года в селе Полянка в крестьянской семье. Украинка.
В 1956 году семья переехала в село Ново-Владимировка. Окончила Пустомытовскую среднюю школу. Работала дояркой на ферме.
В 1963 году вышла замуж и переехала в село Степовое Криворожского района, где начала работать дояркой молочно-товарной фермы в совхозе «Степовой». Окончила Новомосковский зоотехнический техникум. В 1978 году возглавила бригаду, ставшую передовой. Обучала молодых доярок мастерству работы, лично добивалась высоких трудовых достижений.
Живёт в Центрально-Городском районе города Кривой Рог.

## Награды
- Орден Трудовой Славы 3-й степени (14 февраля 1975);
- Орден Трудовой Славы 2-й степени (24 марта 1981);
- Орден Трудовой Славы 1-й степени (16 июля 1986);
- Юбилейная медаль «20 лет независимости Украины» (19 августа 2011)[1];
- Знак «За заслуги перед городом» (Кривой Рог) 3-й степени (8 мая 2013).